# Rodman, Iowa
Rodman là một thành phố thuộc quận Palo Alto, tiểu bang Iowa, Hoa Kỳ. Năm 2010, dân số của thành phố này là 45 người.

## Dân số
Dân số qua các năm:
- Năm 2000: 56 người.
- Năm 2010: 45 người.